# 샤카 사인

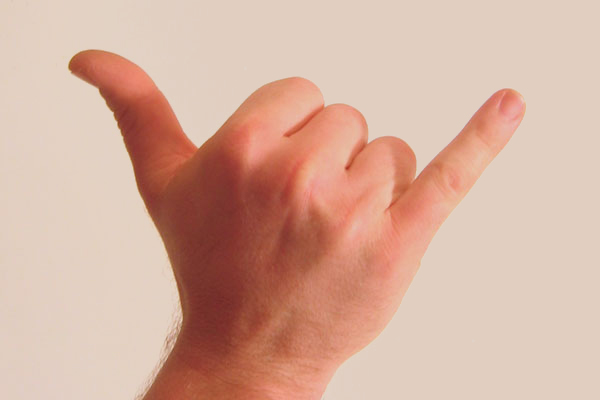
샤카 사인

샤카 사인(shaka sign) 또는 행 루스(hang loose)는 하와이주 및 서핑 문화와 흔히 관련된 친근한 의도를 가진 제스처이다. 엄지와 새끼손가락을 펴고 가운데 세 손가락을 구부린 채 손의 앞면 또는 뒷면을 보이면서 인사하는 동작으로 이루어진다. 강조를 위해 손목을 앞뒤로 회전할 수도 있다. 샤카 사인은 미국 수화의 미국 지문자에서 문자 Y와 모양이 유사하며, 중국어 손 세기 기호에서 숫자 6을 나타내는 사인과도 비슷하다. 샤카 사인은 검지와 새끼손가락을 펴고 엄지로 가운데 두 손가락을 누르는 사인 오브 더 혼스와 혼동해서는 안 된다.

## 기원
호놀룰루 스타 불레틴에 따르면, 널리 알려진 지역 전설은 라이에 출신의 하마나 칼릴리가 이 제스처를 만들었다고 한다. 칼릴리는 카후쿠 설탕 공장에서 일하다가 오른손 가운데 세 손가락을 잃었다. 그 후 칼릴리는 설탕 운반 열차를 감시하는 일을 맡게 되었고, 그의 엄지와 새끼손가락으로 하는 '모두 안전' 신호가 아이들이 그 제스처를 모방하면서 샤카로 발전했다고 한다.
또 다른 이론은 샤카의 기원을 스페인 이민자들과 연관 짓는다. 이들은 가운데 손가락을 접고 엄지를 입술에 대며 하와이에서 만난 원주민들과 술을 나누는 친근한 제스처로 샤카를 사용했다.
고 리피 에스핀다(Lippy Espinda)는 중고차 판매원이자 오아후 기반 연예인으로, 샤카의 가능한 창시자로 지목되기도 했다. 에스핀다는 하와이 파이브-O와 하와이에서 촬영된 더 브래디 번치 에피소드에 자주 엑스트라로 출연했으며, 1960년대 TV 광고에서 이 용어와 사인을 사용했다. 그가 샤카 사인의 창시자라는 주장은 논쟁의 여지가 있지만, 그는 샤카와 하와이 피진어의 인기를 높인 공로를 인정받는다.
'샤카'라는 단어는 승인을 표현하는 감탄사로도 사용되며, 샤카 사인에 사용되기 전부터 쓰였을 수 있다. 옥스포드 영어사전에 따르면 이 단어의 기원은 불확실하지만, 부처의 별명인 일본어에서 유래했을 수 있다.

## 의미 및 사용법

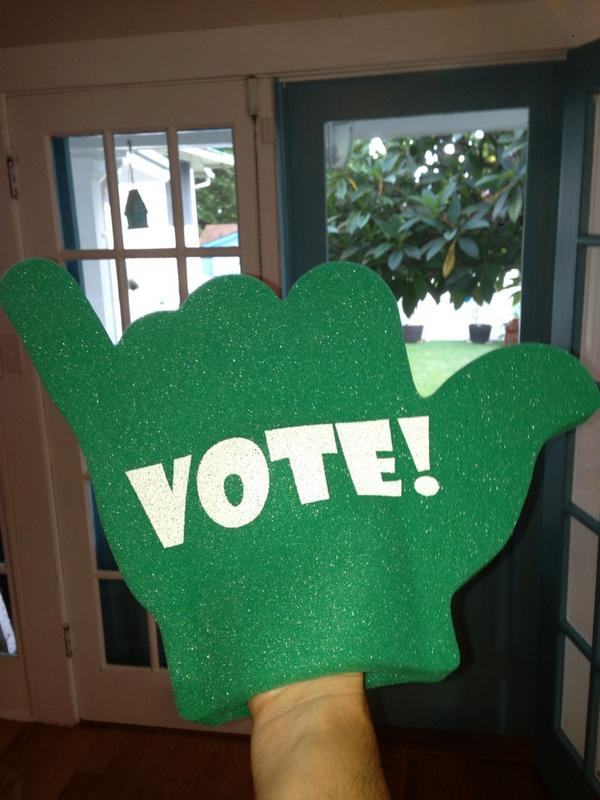
브라이언 샤츠의 2014년 하와이 상원의원 선거 운동에 사용된 샤카 사인 폼 핑거

하와이주 주민들은 샤카를 알로하 정신, 즉 하와이주에 거주하는 다양한 민족 문화들 사이의 우정, 이해, 연민, 연대의 개념을 전달하는 데 사용하며, 이는 직접적인 의미의 문자적 번역이 불가능하다. 운전자들은 종종 도로에서 멀리서 인사하고 감사함을 표현하기 위해 샤카를 사용한다. 2024년 주 의회에서 샤카를 주의 공식 제스처로 지정하는 법안이 통과되었다.

호놀룰루 홀레의 샤카 산타클로스와 투투 멜레

호놀룰루 대중교통 시스템(더버스 (호놀룰루) 및 스카이라인 (호놀룰루))에서, 홀로 카드 리더기는 카드를 태그할 때 샤카 사인(및 우쿨렐레 음색)을 표시한다.
하와이에서 샤카 사인은 "행 루스"로 알려져 있으며 서퍼 문화에서 인기가 있다.
호주의 남성 정신 건강 자선 단체인 더 샤카 프로젝트(The Shaka Project)는 상품과 로고에 샤카 사인을 사용한다.
샤카 사인을 표현하는 여러 이모티콘이 있는데, \,,,/, \m/, \,,,_ 등이 있다. 처음 두 가지(손의 가운데 세 손가락에 해당하는 세 개의 쉼표 또는 소문자 "m")의 가장 이른 사용은 2006년으로 알려져 있다. 마지막 형식은 처음 형식과 유사하지만 엄지가 수평으로 뻗어 있는 것(손목에 수직인 것처럼)을 나타내며, 2016년 브리검영 대학교에서 처음 형식과 함께 보고되었다.

## 유사한 제스처

### 중국 숫자 제스처

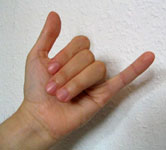
중국어 "여섯" 제스처

이 사인은 중국 숫자 제스처 중 "여섯"과 일부 유사점이 있다.

### 음료
이 사인은 아래에 설명된 바와 같이, 엄지를 입에 대고 새끼손가락을 병 바닥을 기울이는 것처럼 위로 움직여 병에 담긴 음료(알코올 또는 비알코올)를 마시는 것을 나타내는 데도 사용될 수 있다. 유사한 의미는 엄지를 코 끝에 대고 새끼손가락을 콧등과 평행하게 위로 들어 올리는 것으로도 얻을 수 있다. 호주에서는 "스쿠이즈"(schooies)라고 부르며(호주 속어로 스쿠너를 뜻함)

### 통신

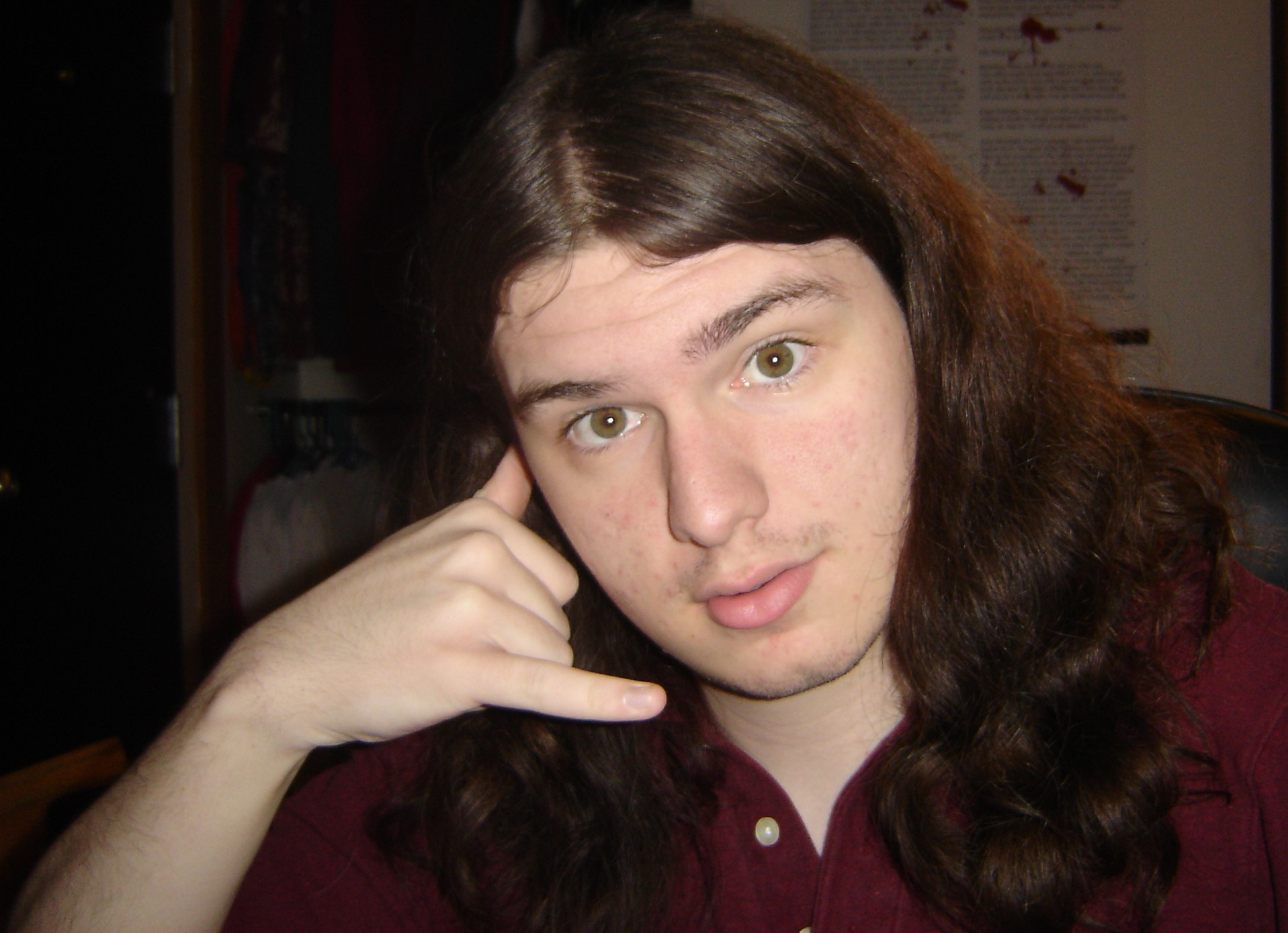
"전화해" 제스처

엄지를 귀에 대고 새끼손가락을 입에 대면, 이 제스처는 일반적으로 전통적인 유선전화의 핸드셋을 흉내 내는 것으로 이해되며, 문맥에 따라 "전화해", "내가 전화할게", 또는 "전화로 이야기하자"는 의미로 해석될 수 있다.
유니코드 9.0 이모지 🤙 "전화해 손"은 샤카 사인으로 해석될 수 있다.

### 뉴질랜드
뉴질랜드에서 샤카 사인은 몽그렐 몹 갱단의 경례이지만, 이 목적으로는 흔히 사용되지 않는다. 또한 하와이에서 같은 맥락으로 사용되는 것처럼 친구들 사이의 친근한 제스처인 "처(Chur)"라는 의미의 인사로도 사용될 수 있다.

### 오스트리아 라이반트(Leiwand)
비슷한 제스처는 1935년 비엔나의 범죄자들 사이에서 널리 사용되었으며, 승인 또는 감사("Leiwand")의 말과 함께 사용되었다.

## 사용 예시
2015년부터 브리검영 대학교(하와이에 브리검영 대학교-하와이 위성 캠퍼스가 있으며 구어적으로 "Y"로도 알려져 있다) 팬들은 새로 고용된 BYU 폴리네시아 미식축구 감독인 칼라니 시타케에 대한 경의를 표하고, 미국 수화의 미국 지문자에서 문자 Y와 유사하기 때문에 이 제스처를 사용하기 시작했다. 또한 현지인들에 따르면 이 인기 있는 사인을 창시한 것으로 알려진 하와이 원주민 말일성도인 하마나 칼릴리에 대한 존경의 표시로도 사용된다.
2024년 필리핀 P-팝 걸그룹 BINI는 멤버 쉬나가 "에이이이(Eyyy) 먼저, 에이이이"라는 독특한 문구와 함께 이 제스처를 사용하면서 이 제스처와 연관되었다.

## 같이 보기
- ILY 사인
- 제스처 목록
- 인상 (종교) 목록
- 수동 통신
- 사인 오브 더 혼스
- 엄지손가락 (제스처)